# Tipo L (granada)
A Tipo L é uma granada de mão antitanque fornecida ao Exército Real Italiano durante a Segunda Guerra Mundial.

## Descrição

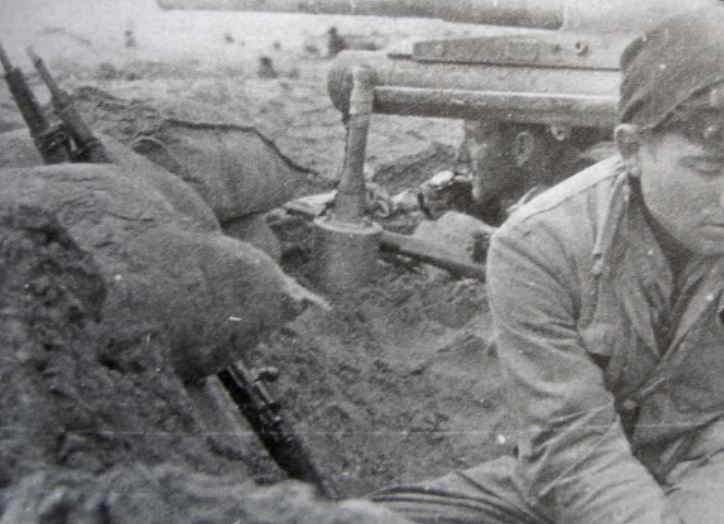
Uma Tipo L em uma foto da Segunda Guerra Mundial

Projetada para uso antitanque é praticamente uma OTO dentro de um recipiente cilíndrico pintado de vermelho cheio de carga explosiva de 1500 gr com cabo de madeira para facilitar o lançamento.
A Tipo L foi concebida para ser utilizada contra veículos e tanques, a bomba tinha essencialmente a função de destruir a lagarta para imobilizá-la, uma vez que a carga era insuficiente para a sua destruição, mas tornava o tanque ainda vulnerável a possíveis ataques da infantaria, o os soldados neste ponto começaram a colocar cargas explosivas ou lançar granadas incendiárias no compartimento do motor coberto por alguma granada de fumaça.
A bomba consiste em um invólucro de metal com cabo de madeira. Na parte superior da carcaça há uma aba para retirada do pino de segurança e uma pequena tira de metal saindo da base do cabo. A tira é uma segunda precaução de segurança. A tira de metal é mantida em posição pelo fio na lateral da alça. Este fio é mantido em posição por um pedaço de fita presa por um pino.

## Uso operacional
Antes de lançar a Tipo L é necessário retirar a aba metálica de segurança da base do cilindro que contém a carga explosiva e, em seguida, segurando firmemente o cabo, retirar o pino da base do cabo. Certifique-se de que o fio seja rebobinado com segurança. Quando a granada é lançada, o fio libera o segundo pino de segurança.